# Cyphostemma brieyi
Cyphostemma brieyi är en vinväxtart som först beskrevs av De Wild., och fick sitt nu gällande namn av Compere. Cyphostemma brieyi ingår i släktet Cyphostemma och familjen vinväxter. Inga underarter finns listade i Catalogue of Life.